# 沃羅尼夫卡 (卡哈爾雷克區)
49°57′2″N 30°56′16″E / 49.95056°N 30.93778°E
沃羅尼夫卡（烏克蘭語：Воронівка）是位於烏克蘭北部的村莊，由基辅州奧布希夫區的卡哈爾利克市鎮負責管轄。該村始建於十八世紀，面積1.12平方公里，海拔高度130米，2001年人口30。